# Бръшленско блато
Бръшленско блато (известно и като Езерото) е крайдунавско блато, разположено северозападно от село Бръшлен и североизточно от село Бабово. Включено е в защитената местност комплекс Калимок-Бръшлен. Площта му е 1,8 км². В миналото са провеждани отводнителни мероприятия. Във водните огледала и в напоителните и отводнителните канали, оформящи Бръшленското блато е забранен риболовът.